# 作坊

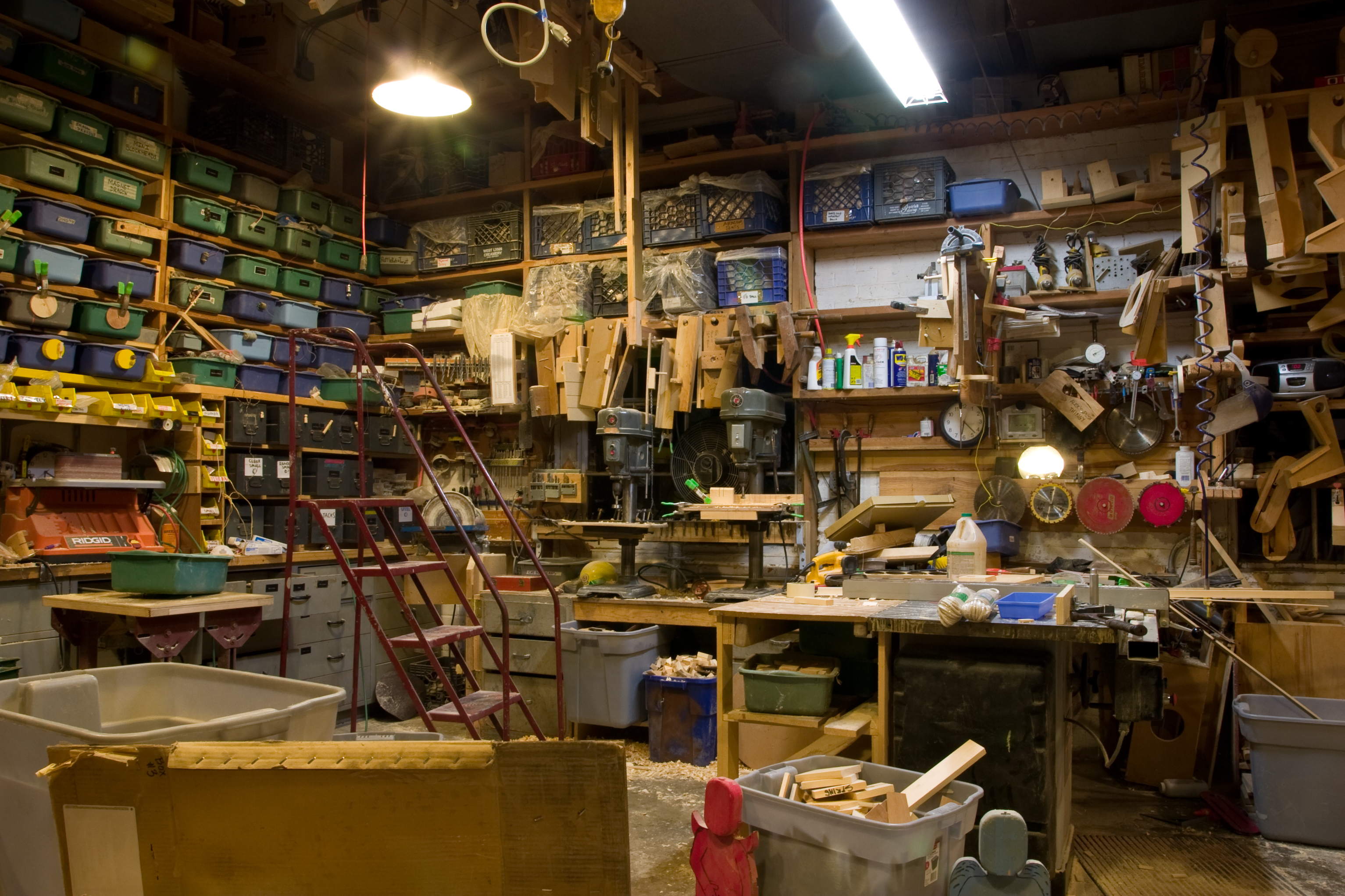
作坊

作坊又稱车间，是一个小型房间，人們一般在此制造小型器具或修理制成品。在20和21世纪，许多西方家庭在车库、地下室都設有一个车间。家庭作坊通常包含一个工作台、手动工具、电动工具和其他硬件。除了用于修理货物或进行小规模生产外，车间还用于修补和制作原型。